# Novilon Euregio Cup
A Novilon Euregio Cup é uma corrida de ciclismo feminina holandesa que se disputa na província de Drente; ainda que não tem data fixa se enquadra no mesmo programa de competições consecutivas disputadas em Drenthe entre uma quinta-feira e um domingo, três femininas e duas masculinas, sem nenhuma ordem predeterminada de um ano a outro.
Criou-se em 1998 com o nome de Novilon Internationale Damesronde van Drenthe sendo de categoria 1.9.1. Entre 2003 e 2006 passou a ser corrida de três etapas sendo de categoria 2.9.1 (máxima categoria do profissionalismo para corridas por etapas) renomeando-se essa categoria em 2005 pela 2.1 mantendo a corrida dito status. Em 2006 voltou a ser corrida de uma única etapa sendo de categoria 1.1. Mudança o seu nome pelo de Novilon Eurocup Ronde van Drenthe entre 2008 e 2011, sendo em 2011 uma corrida amador (ainda que seguiram participando corredoras de primeiro nível). Passando em 2012 ao nome actual.
Tem uns 140 km de traçado, uns 60 km menos que o Tour de Drenthe masculino quando é corrida de um dia ainda que com similares características.

## Palmarés
Em amarelo: edição amador.
| Ano                                           | Ganhadora                                                    | Segunda                                                      | Terça                                                        |
| Novilon Internationale Damesronde van Drenthe |                                                              |                                                              |                                                              |
| --------------------------------------------- | ------------------------------------------------------------ | ------------------------------------------------------------ | ------------------------------------------------------------ |
| 1998                                          | Viola Paulitz-Müller                                         | Vanja Vonckx                                                 | Arenda Grimberg                                              |
| 1999                                          | Leontien van Moorsel                                         | Mirjam Melchers                                              | Catherine Marsal                                             |
| 2000                                          | Madeleine Lindberg                                           | Marielle van Scheppingen-Romme                               | Ceris Gillfillan                                             |
| 2001                                          | Não se disputou devido ao risco de infecção de febre aftosa. | Não se disputou devido ao risco de infecção de febre aftosa. | Não se disputou devido ao risco de infecção de febre aftosa. |
| 2002                                          | Leontien van Moorsel                                         | Chantal Beltman                                              | Tanja Hennes                                                 |
| 2003                                          | Mirjam Melchers                                              | Ghita Beltman                                                | Rachel Heal                                                  |
| 2004                                          | Sissy van Alebeek                                            | Kirsten Wild                                                 | Sharon van Essen                                             |
| 2005                                          | Suzanne De Goede                                             | Linda Villumsen                                              | Judith Arndt                                                 |
| 2006                                          | Loes Markerink                                               | Trixi Worrack                                                | Kirsten Wild                                                 |
| 2007                                          | Giorgia Bronzini                                             | Marianne Vos                                                 | Ina Teutenberg                                               |
| Novilon Eurocup Ronde van Drenthe             |                                                              |                                                              |                                                              |
| 2008                                          | Kristin Armstrong                                            | Regina Bruins                                                | Kirsten Wild                                                 |
| 2009                                          | Marianne Vos                                                 | Trixi Worrack                                                | Emma Johansson                                               |
| 2010                                          | Annemiek van Vleuten                                         | Ina Teutenberg                                               | Kirsten Wild                                                 |
| 2011                                          | Suzanne de Goede                                             | Marlen Joehrend                                              | Natalie van Gogh                                             |
| Novilon Euregio Cup                           |                                                              |                                                              |                                                              |
| 2012                                          | Marianne Vos                                                 | Marta Bastianelli                                            | Elizabeth Armitstead                                         |
| 2013                                          | Não se disputou debbido às abversas condições climatológicas | Não se disputou debbido às abversas condições climatológicas | Não se disputou debbido às abversas condições climatológicas |
| 2014                                          | Kirsten Wild                                                 | Shelley Olds                                                 | Emma Johansson                                               |
| 2015                                          | Kirsten Wild                                                 | Chloe Hosking                                                | Christine Majerus                                            |

## Palmarés por países
| País           | Vitórias |
| -------------- | -------- |
| Países Baixos  | 12       |
| Alemanha       | 1        |
| Suécia         | 1        |
| Itália         | 1        |
| Estados Unidos | 1        |